# Christof Parnreiter
Christof Parnreiter (* 20. März 1964 in Linz) ist Professor für Wirtschaftsgeographie am Institut für Geographie der Universität Hamburg.

## Leben
Christof Parnreiter studierte von 1983 bis 1994 Wirtschafts- und Sozialgeschichte sowie Romanistik an der Geisteswissenschaftlichen Fakultät der Universität Wien. Es folgten ab 1996 ausgedehnte Forschungsaufenthalte in Lateinamerika und eine Projektassistenz am Institut für Geographie und Regionalforschung der Universität Wien. 1998 erfolgte seine Promotion zum Dr. phil. mit einer Dissertationsschrift über die Migration in Megastädte der Dritten Welt.
Seit Dezember 2005 bekleidet Parnreiter die Stelle eines Professors für Wirtschaftsgeographie am Institut für Geographie der Universität Hamburg. Im Jahr 2006 erfolgte seine Habilitation mit der Habilitationsschrift Historische Geographien, verräumlichte Geschichte. Die lateinamerikanische Stadt im 20. Jahrhundert an der Universität Wien.

## Werke (Auswahl)
- Christof Parnreiter: The Wealth of Cities and the Poverty of Nations. Agenda Publishing, Newcastle Upon Tyne 2024, ISBN 978-1-78821-559-6 (englisch).
- Christof Parnreiter: Migration und Arbeitsteilung: AusländerInnenbeschäftigung in der Weltwirtschaftskrise. Promedia, 1994, ISBN 3-900478-82-1.
- Christof Parnreiter: Historische Geographien, verräumlichte Geschichte: Mexico City und das mexikanische Städtenetz von der Industrialisierung bis zur Globalisierung. 1. Auflage. Steiner (Franz), 2007, ISBN 3-515-09066-5.
- Karin Fischer, Irmi Hanak, Gerald Hödl, Christof Parnreiter: Entwicklung und Unterentwicklung: Eine Einführung in Probleme, Theorien und Strategien. 1. Auflage. Mandelbaum, 2004, ISBN 3-85476-140-6.